# Liste des rois de Cyrène
Sauf précision contraire, les dates de cet article sont sous-entendues « avant l'ère commune », c'est-à-dire « avant Jésus-Christ ».

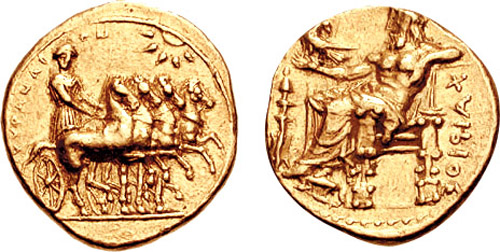
Pièces de monnaie de Cyrène, de 322 à 313 avant J.-C.

Cette page est destinée à présenter la liste des rois de Cyrène. Cyrène était une colonie grecque de la côte nord-africaine, dans l'actuelle Libye, et fut fondée par des colons de Théra (l'actuelle Santorin) au VIIe siècle av. J.-C.

## Rois battiades de Cyrène, 632 - 440av. J.-C.
- 630 - 600 : Battos Ier
- 600 - 583 : Arcésilas Ier
- 583 - 560 : Battos II
- 560 - 550 : Arcésilas II
- 550 - 530 : Battos III
- 530 - 515 : Arcésilas III
- 515 - 465 : Battos IV
- 465 - 440 : Arcésilas IV

En 440, Cyrène devient une république sous suzeraineté perse. Conquise par Alexandre le Grand en 331, elle échoit à Ptolémée Ier Sôter après la partition de l'empire de ce dernier.

## Rois macédoniens de Cyrène, 276-249
Deux gouverneurs macédoniens de Cyrène se donnent le titre de roi :
- 276-250 : Magas
- 250-249 : Démétrios Kallos

En 249, Cyrène redevient une république mais retombe dès 246 sous la domination ptolémaïque.

## Rois lagides de Cyrène, 163-30
À partir de 163, Cyrène a à plusieurs reprises des souverains issus de la dynastie des Lagides :
- 163 - 116 : Ptolémée VIII Physcon
- 116 - 96 : Ptolémée Apion

À la mort de Ptolémée Apion, son royaume est cédé par testament à la République romaine. En 75, Cyrène est rattachée à la province de Crète et Cyrénaïque. 
- Cléopâtre Séléné II, fille de Cléopâtre VII et de Marc Antoine, est reine en titre de 34 à 30 av. J.-C.

Après la bataille d'Actium, Cyrène revient à l'Empire romain.

## Révolte juive, 115-117
En 115-117 après J.-C., les Juifs de Cyrénaïque se révoltent contre l'Empire romain et proclament un roi appelé Loukouas (Λούκουας) par Eusèbe de Césarée et Andréas (Ανδρέας) par Dion Cassius.

## Sources
- (en) Cet article est partiellement ou en totalité issu de l’article de Wikipédia en anglais intitulé « List of kings of Cyrene » (voir la liste des auteurs).